# Saison 1990-1991 de la LHOu
Saison précédente Saison suivante
La saison 1990-1991 est la 25e saison de hockey sur glace de la Ligue de hockey de l'Ouest. Les Chiefs de Spokane remporte la Coupe du Président en battant en finale les Hurricanes de Lethbridge. Puis, les Chiefs remportent par la suite la Coupe Memorial.

## Saison régulière

### Classement
| Division Est             | PJ | V  | D  | N | Pts | BP  | BC  |
| ------------------------ | -- | -- | -- | - | --- | --- | --- |
| Hurricanes de Lethbridge | 72 | 45 | 21 | 6 | 96  | 373 | 281 |
| Tigers de Medicine Hat   | 72 | 40 | 27 | 5 | 85  | 366 | 296 |
| Broncos de Swift Current | 72 | 40 | 29 | 3 | 83  | 369 | 351 |
| Raiders de Prince Albert | 72 | 38 | 29 | 5 | 81  | 337 | 284 |
| Pats de Regina           | 72 | 37 | 32 | 3 | 77  | 346 | 307 |
| Warriors de Moose Jaw    | 72 | 31 | 39 | 2 | 64  | 336 | 369 |
| Blades de Saskatoon      | 72 | 29 | 41 | 2 | 60  | 309 | 363 |
| Wheat Kings de Brandon   | 72 | 19 | 51 | 2 | 40  | 265 | 380 |

| Division Ouest           | PJ | V  | D  | N | Pts | BP  | BC  |
| ------------------------ | -- | -- | -- | - | --- | --- | --- |
| Blazers de Kamloops      | 72 | 50 | 20 | 2 | 102 | 385 | 247 |
| Chiefs de Spokane        | 72 | 48 | 23 | 1 | 97  | 435 | 275 |
| Thunderbirds de Seattle  | 72 | 42 | 26 | 4 | 88  | 319 | 317 |
| Americans de Tri-City    | 72 | 36 | 32 | 4 | 76  | 404 | 386 |
| Winter Hawks de Portland | 72 | 17 | 53 | 2 | 36  | 298 | 450 |
| Cougars de Victoria      | 72 | 10 | 59 | 3 | 23  | 201 | 437 |

### Meilleurs pointeurs
| Joueur        | Équipe        | PJ | B  | A   | Pts | Pun |
| ------------- | ------------- | -- | -- | --- | --- | --- |
| Ray Whitney   | Spokane       | 72 | 67 | 118 | 185 | 36  |
| Brian Sakic   | Tri-City      | 69 | 40 | 122 | 162 | 19  |
| Cal McGowan   | Kamloops      | 71 | 58 | 81  | 139 | 147 |
| Pat Falloon   | Spokane       | 61 | 64 | 74  | 138 | 154 |
| Jason Ruff    | Lethbridge    | 66 | 61 | 75  | 136 | 154 |
| Jason Miller  | Medicine Hat  | 66 | 60 | 76  | 136 | 31  |
| Brad Rubachuk | Lethbridge    | 70 | 64 | 68  | 132 | 237 |
| Kyle Reeves   | Tri-City      | 63 | 89 | 40  | 129 | 146 |
| Jeff Nelson   | Prince Albert | 72 | 46 | 74  | 120 | 58  |
| Kimbi Daniels | Swift Current | 69 | 54 | 64  | 118 | 68  |

## Séries éliminatoires
|  | Huitièmes de finale      | Huitièmes de finale     |                          |   | Quarts de finale | Quarts de finale |  |  | Demi-finales | Demi-finales |  |  | Finale | Finale |
|  | Huitièmes de finale      | Huitièmes de finale     |                          |   | Quarts de finale | Quarts de finale |  |  | Demi-finales | Demi-finales |  |  | Finale | Finale |
|  |                          |                         |                          |   |                  |                  |  |  |              |              |  |  |        |        |
|  |                          |                         |                          |   |                  |                  |  |  |              |              |  |  |        |        |
|  |                          |                         |                          |   |                  |                  |  |  |              |              |  |  |        |        |
|  | Hurricanes de Lethbridge |                         |                          |   |                  |                  |  |  |              |              |  |  |        |        |
|  |                          |                         |                          |   |                  |                  |  |  |              |              |  |  |        |        |
|  | Laissé-passé             |                         |                          |   |                  |                  |  |  |              |              |  |  |        |        |
|  | Hurricanes de Lethbridge | 4                       |                          |   |                  |                  |  |  |              |              |  |  |        |        |
|  | Hurricanes de Lethbridge | 4                       |                          |   |                  |                  |  |  |              |              |  |  |        |        |
|  |                          | Warriors de Moose Jaw   | 1                        |   |                  |                  |  |  |              |              |  |  |        |        |
|  | Broncos de Swift Current | Warriors de Moose Jaw   | 1                        | 0 |                  |                  |  |  |              |              |  |  |        |        |
|  | Broncos de Swift Current |                         |                          | 0 |                  |                  |  |  |              |              |  |  |        |        |
|  | Warriors de Moose Jaw    | 3                       |                          |   |                  |                  |  |  |              |              |  |  |        |        |
|  | Warriors de Moose Jaw    | 3                       | Hurricanes de Lethbridge | 4 |                  |                  |  |  |              |              |  |  |        |        |
|  |                          |                         | Hurricanes de Lethbridge | 4 |                  |                  |  |  |              |              |  |  |        |        |
|  |                          | Tigers de Medicine Hat  | 3                        |   |                  |                  |  |  |              |              |  |  |        |        |
|  | Tigers de Medicine Hat   | Tigers de Medicine Hat  | 3                        |   |                  |                  |  |  |              |              |  |  |        |        |
|  |                          |                         |                          |   |                  |                  |  |  |              |              |  |  |        |        |
|  | Laissé-passé             |                         |                          |   |                  |                  |  |  |              |              |  |  |        |        |
|  | Tigers de Medicine Hat   | 4                       |                          |   |                  |                  |  |  |              |              |  |  |        |        |
|  | Tigers de Medicine Hat   | 4                       |                          |   |                  |                  |  |  |              |              |  |  |        |        |
|  |                          | Pats de Regina          | 1                        |   |                  |                  |  |  |              |              |  |  |        |        |
|  | Raiders de Prince Albert | Pats de Regina          | 1                        | 0 |                  |                  |  |  |              |              |  |  |        |        |
|  | Raiders de Prince Albert |                         |                          | 0 |                  |                  |  |  |              |              |  |  |        |        |
|  | Pats de Regina           | 3                       |                          |   |                  |                  |  |  |              |              |  |  |        |        |
|  | Pats de Regina           | 3                       | Hurricanes de Lethbridge | 0 |                  |                  |  |  |              |              |  |  |        |        |
|  |                          |                         | Hurricanes de Lethbridge | 0 |                  |                  |  |  |              |              |  |  |        |        |
|  |                          | Chiefs de Spokane       | 4                        |   |                  |                  |  |  |              |              |  |  |        |        |
|  | Blazers de Kamloops      | Chiefs de Spokane       | 4                        |   |                  |                  |  |  |              |              |  |  |        |        |
|  |                          |                         |                          |   |                  |                  |  |  |              |              |  |  |        |        |
|  | Qualifié                 |                         |                          |   |                  |                  |  |  |              |              |  |  |        |        |
|  | Blazers de Kamloops      | 5                       |                          |   |                  |                  |  |  |              |              |  |  |        |        |
|  | Blazers de Kamloops      | 5                       |                          |   |                  |                  |  |  |              |              |  |  |        |        |
|  |                          | Americans de Tri-City   | 2                        |   |                  |                  |  |  |              |              |  |  |        |        |
|  | Americans de Tri-City    | Americans de Tri-City   | 2                        |   |                  |                  |  |  |              |              |  |  |        |        |
|  |                          |                         |                          |   |                  |                  |  |  |              |              |  |  |        |        |
|  | Qualifié                 |                         |                          |   |                  |                  |  |  |              |              |  |  |        |        |
|  | Blazers de Kamloops      | 0                       |                          |   |                  |                  |  |  |              |              |  |  |        |        |
|  | Blazers de Kamloops      | 0                       |                          |   |                  |                  |  |  |              |              |  |  |        |        |
|  |                          | Chiefs de Spokane       | 5                        |   |                  |                  |  |  |              |              |  |  |        |        |
|  | Chiefs de Spokane        | Chiefs de Spokane       | 5                        |   |                  |                  |  |  |              |              |  |  |        |        |
|  |                          |                         |                          |   |                  |                  |  |  |              |              |  |  |        |        |
|  | Qualifié                 |                         |                          |   |                  |                  |  |  |              |              |  |  |        |        |
|  | Chiefs de Spokane        | 5                       |                          |   |                  |                  |  |  |              |              |  |  |        |        |
|  | Chiefs de Spokane        | 5                       |                          |   |                  |                  |  |  |              |              |  |  |        |        |
|  |                          | Thunderbirds de Seattle | 1                        |   |                  |                  |  |  |              |              |  |  |        |        |
|  | Thunderbirds de Seattle  | Thunderbirds de Seattle | 1                        |   |                  |                  |  |  |              |              |  |  |        |        |
|  |                          |                         |                          |   |                  |                  |  |  |              |              |  |  |        |        |
|  | Qualifié                 |                         |                          |   |                  |                  |  |  |              |              |  |  |        |        |
|  |                          |                         |                          |   |                  |                  |  |  |              |              |  |  |        |        |

## Honneurs et trophées
- Trophée Scotty-Munro, remis au champion de la saison régulière : Blazers de Kamloops.
- Trophée commémoratif des quatre Broncos, remis au meilleur joueur : Ray Whitney, Chiefs de Spokane.
- Trophée Daryl-K.-(Doc)-Seaman, remis au meilleur joueur étudiant : Scott Niedermayer, Blazers de Kamloops.
- Trophée Bob-Clarke, remis au meilleur pointeur : Ray Whitney, Chiefs de Spokane.
- Trophée Brad-Hornung, remis au joueur ayant le meilleur esprit sportif : Pat Falloon, Chiefs de Spokane.
- Trophée commémoratif Bill-Hunter, remis au meilleur défenseur : Darryl Sydor, Blazers de Kamloops.
- Trophée Jim-Piggott, remis à la meilleure recrue : Donevan Hextall, Raiders de Prince Albert.
- Trophée Del-Wilson, remis au meilleur gardien : Jamie McLennan, Hurricanes de Lethbridge.
- Trophée Dunc-McCallum, remis au meilleur entraîneur : Tom Renney, Blazers de Kamloops.
- Trophée Lloyd-Saunders, remis au membre exécutif de l'année : Bob Brown, Blazers de Kamloops.
- Trophée St. Clair Group, remis au meilleur membre des relations publique : Bill Lee, Thunderbirds de Seattle.
- Trophée plus-moins de la WHL, remis au joueur ayant le meilleur ratio +/- : Frank Evans,Chiefs de Spokane.